# Karow (Mecklenburg)
Karow (Mecklenburg) este o comună din landul Mecklenburg-Pomerania Inferioară, Germania.